# Isaac Hayes
Isaac Lee Hayes, Jr. (Covington, Tennessee, 1942. augusztus 20. – Memphis, Tennessee, 2008. augusztus 10.) Oscar-díjas és háromszoros Grammy-díjas amerikai énekes, zeneszerző, producer, színész.

## Élete
Szegény farmercsaládból származik, szüleit korán elvesztette. Az iskola mellett gyapotszedőként, majd cipőtisztítóként dolgozott.
Ötéves korától kezdett énekelni a helyi templom kórusában, később együttesekkel kocsmákban lépett fel, részt vett tehetségkutató versenyen, amit meg is nyert; autodidakta módon megtanult zongorázni és orgonázni.
„Igazi” zenészkarrierje a hatvanas évek elején kezdődött: 1962-ben zenészként, majd dalszerzőként szerződött a memphisi Stax Records lemezkiadóhoz, majd a stúdió házi szerzője és producere lett. David Porter szövegíróval számos klasszikus soul-slágert írtak, elsősorban a Sam & Dave duó számára („Hold on, I’m Coming”, „Soul Man”), illetve Carla Thomas részére („B-A-B-Y”), háttérzenész volt Otis Redding mellett.
1967-ben megjelentette bemutatkozó albumát, a Presenting Isaac Hayest, ami nem keltett különösebb visszhangot, ám a két évvel későbbi 1969-ben megjelenő Hot Buttered Soul című album hatalmas sikert aratott: a nagylemez 81 hétig volt a popzenei listákon, a soul mérföldkövei között jegyzik. A lemezen szereplő (csupán) négy dal a korszak legnagyobb popzeneszerzői által írt dalok nagyszabású átiratai: mint Jimmy Webb: By The Time I Get To Phoenix (18 perc), Burt Bacharach és Hal David: Walk On By (12 perc) zeneszámok gazdagon hangszerelt feldolgozásban. 70-es évek végére Hayes a korszak sztárja lett, "Fekete Mózes" néven is emlegették. Mind soul, mind pedig funk stílusban fogant albumai jelentős kritikai és kereskedelmi sikernek számítottak.
Egyik legnagyobb sikere a Shaft című film zenéje volt, amit a legjobb filmzene és a legjobb eredeti dalért kategóriában Oscar-díjra jelöltek (1972), utóbbit meg is nyerte. Ö volt az első afro-amerikai Oscar-díjas. A Shaft főcímzenéje ezen kívül még egy Arany Glóbusz díjat, két Grammyt, egy NAACP Image Díjat és egy Edison Díjat is nyert. A filmzene-album platinalemez lett, ezzel Hayes az első afro-amerikai művész, akinek ez sikerült.
A „Chocolate Chip” (1975) és a „New Horizon” (1977) című albumain a diszkó, funk és soul vegyítésével egy új stílust fejlesztett ki.
A hetvenes évek végétől Hayes ritkábban adott ki lemezeket, belefogott második karrierjének felépítésébe, mint színész. Szerepelt például a Truck Turner, és a Three Tough Guys című filmekben, és felbukkant számos tévésorozatban jellegzetes tar koponyájával és mély hangjával.
A 90-es években olyan filmekkel folytatta színészi karrierjét, mint az I'm Gonna Git You Sucker, Robin Hood, a fuszeklik fejedelme, Menekülés New Yorkból, Sorsjegyesek és a Flipper. Játszott 1981-ben John Carpenter Menekülés New Yorkból című filmjében, felbukkant a Miami Vice, a Szupercsapat, majd a Csillagkapu epizódjaiban.
A szatirikus South Park rajzfilmsorozatban egy fekete menzaszakács, Séf bácsi hangjaként szerepelt goromba megjegyzéseivel és kusza életbölcsességeivel. Hasonlóan groteszk a „Chocolate Salty Balls” című dal, amit 1998-ban énekel ebben a szerepben. 2006-ban megszakította a közös munkát a sorozat alkotóival – Matt Stone-nal és Trey Parkerrel. A szcientológus Hayes nem nézte jó szemmel, hogy az egyébként gúnyolódásra alapuló sorozat egyre több epizódban a szcientológiai egyházat is megtámadja.
Utolsó albuma, a Branded 1995-ben jelent meg – a közreműködők közt ott van az egykori alkotótárs David Porter és a Public Enemy rappere, Chuck D is.
2000-ben Hayes könyvet adott ki "Cooking with Heart & Soul: Making Music in the Kitchen with Family and Friends" címmel.
2002-ben került be a Rock and Roll Halhatatlanjai (Rock and Roll Hall of Fame) közé, ekkor visszaköltözött Memphisbe.
Hayes négyszer házasodott és 12 gyereke született.

## Kitüntetései
Oscar (Academy Awards)

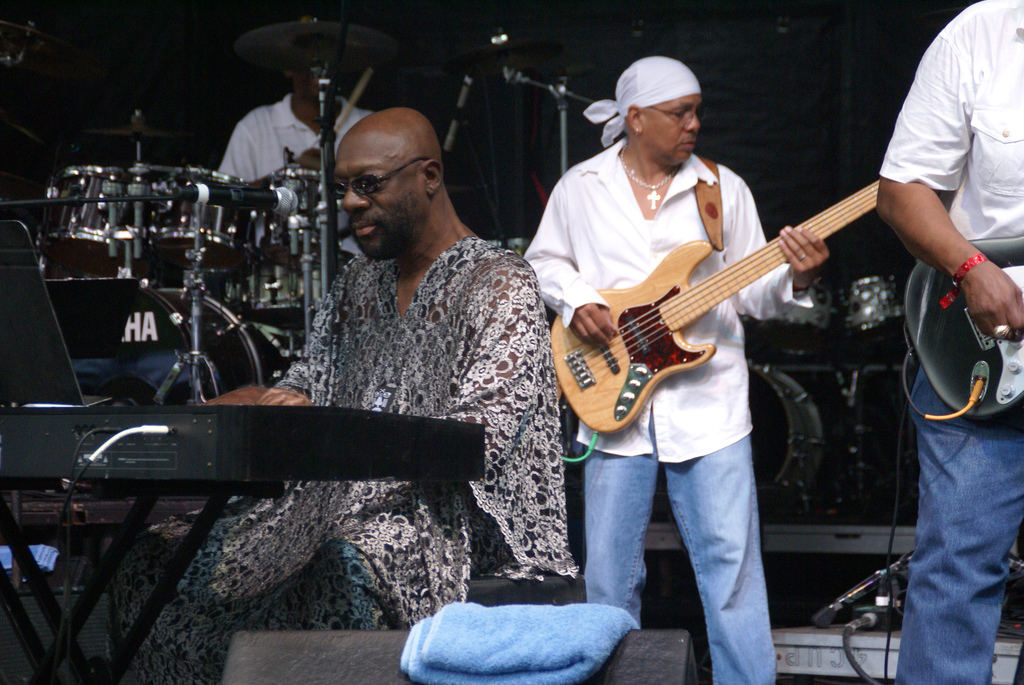
Isaac Hayes, 2007

- 1972 – Legjobb eredeti dal „Shaft“
- 1972 – Legjobb filmzene – „Shaft“ (jelölés)

Grammy Award
- 1972 – Legjobb instrumentális szóló
- 1972 – Legjobb eredeti dal „Shaft“
- 1973 – Legjobb instrumentális előadás

Golden Globe
- 1972 – Legjobb eredeti filmzene – „Shaft“

Rock and Roll Hall of Fame
- 2002

## Lemezei
- Presenting Isaac Hayes (Stax/1968)
- Hot Buttered Soul (Stax/1969)
- The Isaac Hayes Movement (Stax/1970)
- To Be Continued (Stax/1970)
- Shaft (Stax/1971)
- Wattstax – The Living World (Stax/1972)
- Black Moses (Stax/1972)
- Joy (Stax/1973)
- Live at Sahara Tahoe (Stax/1973)
- Tough Guys (Stax/1974)
- Truck Turner (Stax/1974)
- Chocolate Chip (H.B.S./1975)
- Disco Connection (H.B.S./1976)
- Groove a Thon (H.B.S./1976)
- Juicy Fruit (Disco Freak) (H.B.S./1976)
- A Man and a Woman (Isaac Hayes & Dionne Warwick) (H.B.S./1977)
- New Horizon (Polydor/1977)
- For the Sake of Love (Polydor/1978)
- Don’t Let Go (Polydor/1979)
- And Once Again (Polydor/1980)
- Lifetime Thing (Polydor/1981)
- U-Turn (Columbia/1986)
- Love Attack (Columbia/1988)
- Wonderful (Stax/1994) [Diverse Singles, aufgenommen zwischen 1970 und 1974]
- Branded (Pointblank/1995)
- Raw & Refined (Pointblank/1995)

## Filmográfia
- Tiszteld önmagad: A Stax Records története (2007) (TV film)
- A sors könyve (2003) (TV film)
- Only the Strong Survive (2002)
- Tom Jones: Duets By Invitation Only (2001) közreműködő
- Hulla, hó, telizsák (2000)
- Óvakodj a gazditól! (2000)
- South Park: Nagyobb, hosszabb és vágatlan (1999)
- South Park (1997-2006) (TV film)
- Flipper (1996)
- Once Upon a Time… When We Were Colored (1996)
- Sorsjegyesek (1994)
- Robin Hood, a fuszeklik fejedelme (1993)
- Elsőrendű célpont (1991)
- Villamosszék Kft. (1991)
- Soul Man (1986) zene
- Menekülés New Yorkból (1981)
- Shaft (1971) zeneszerző
- Soul in Cinema: Filming Shaft on Location (1971) (TV film) közreműködő

## További információ
- Hivatalos oldal
- Isaac Hayes a PORT.hu-n (magyarul)
- Isaac Hayes az Internetes Szinkronadatbázisban (magyarul)
- Isaac Hayes az Internet Movie Database-ben (angolul)
- Isaac Hayes a Rotten Tomatoeson (angolul)